# Aimophila mystacalis
Aimophila mystacalis é uma espécie de ave da família Emberizidae.
É endémica do México.
Os seus habitats naturais são: matagal tropical ou subtropical de alta altitude.